# Robertas Valikonis
Robertas Valikonis (Vilnius, 15 januari 1983) is een Litouws voetbalscheidsrechter. Hij is in dienst van FIFA en UEFA sinds 2021. Ook leidt hij sinds 2014 wedstrijden in de NIFL Premiership.
Op 22 april 2014 leidde Valikonis zijn eerste wedstrijd in de Litouwse nationale competitie. Tijdens het duel tussen FK Kruoja en Atlantas Klaipėda (1–1) trok de leidsman vijfmaal de gele kaart. In Europees verband debuteerde hij op 8 juli 2021 tijdens een wedstrijd tussen Tre Penne en Dinamo Batoemi in de eerste voorronde van de UEFA Europa Conference League; het eindigde in 0–4 en de Litouwer trok eenmaal zijn gele kaart. Zijn eerste interland floot hij op 10 juni 2021, toen Estland met 2–1 won van Letland door twee doelpunten van Mattias Käit en een tegentreffer van David Ikaunieks. Valikonis deelde tijdens deze wedstrijd tien keer geel uit.

## Interlands
| Datum            | Plaats           | Wedstrijd         | Uitslag | Competitie        | Kreeg geel | Kreeg voor de tweede keer geel en dus rood | Weggestuurd |
| ---------------- | ---------------- | ----------------- | ------- | ----------------- | ---------- | ------------------------------------------ | ----------- |
| 10 juni 2021     | Tallinn, Estland | Estland – Letland | 2 – 1   | Vriendschappelijk | 10         | 0                                          | 0           |
| 16 november 2022 | Riga, Letland    | Letland – Estland | 1 – 1   | Vriendschappelijk | 3          | 1                                          | 0           |
| 8 juni 2024      | Tallinn, Estland | Estland – Faeröer | 4 – 1   | Vriendschappelijk | 1          | 0                                          | 0           |

Laatst bijgewerkt op 28 juni 2024.